# Joe Flaherty
Joe Flaherty (Pittsburgh, Pennsylvania, 21 juni 1941 - 1 april 2024) was een Amerikaanse acteur en komiek. Hij is bekend van onder andere zijn rol als Harold Weir in de komische reeks Freaks and Geeks en als de onhandelbare fan in Happy Gilmore.
In 1982 en 1983 won hij een Primetime Emmy Award voor zijn werk als schrijver voor Second City Television.

## Filmografie
| Jaar | Film                                     | Personage                      |
| ---- | ---------------------------------------- | ------------------------------ |
| 1976 | Tunnel Vision                            | Carl Michaelevich              |
| 1979 | 1941                                     | Sal Stewart, Raoul Lipschitz   |
| 1979 | The Lady in Red                          |                                |
| 1980 | Used Cars                                | Sam Slaton                     |
| 1981 | By Design                                |                                |
| 1981 | Stripes                                  | Grenswacht                     |
| 1981 | Heavy Metal                              | Advocaat                       |
| 1983 | Going Berserk                            | Chick Leff                     |
| 1984 | Johnny Dangerously                       | Gevangene                      |
| 1985 | Sesame Street Presents: Follow That Bird | Sid Sleaze                     |
| 1986 | Club Paradise                            | Piloot                         |
| 1986 | One Crazy Summer                         | Generaal Raymond               |
| 1987 | Innerspace                               | Patient                        |
| 1987 | Blue Monkey                              | George Baker                   |
| 1988 | Kid Safe: The Video                      | Count Floyd                    |
| 1989 | Who's Harry Crumb?                       |                                |
| 1989 | Speed Zone                               | Vic DeRubis                    |
| 1989 | Back to the Future Part II               |                                |
| 1994 | A Pig's Tale                             | Milt                           |
| 1995 | Stuart Saves His Family                  | Cousin Ray                     |
| 1996 | Happy Gilmore                            | Donald                         |
| 1997 | Snowboard Academy                        | Mr. Barry                      |
| 1997 | The Wrong Guy                            | Fred Holden                    |
| 1999 | Detroit Rock City                        | Phillip McNulty                |
| 2001 | Freddy Got Fingered                      | William                        |
| 2002 | Slackers                                 | Mr. Leonard                    |
| 2003 | National Security                        | Owen Fergus                    |
| 2004 | Home on the Range                        | Jeb the Goat (stem)            |
| 2004 | Anchorman: The Legend of Ron Burgundy    | Baas van Veronica Corningstone |
| 2004 | Phil the Alien                           | Beaver (stem)                  |